# Azam Ali
Azam Ali  est une chanteuse née en Iran le 3 octobre 1970. Elle a grandi en Inde et aux États-Unis, où elle a vécu à partir de 1985. Marquée dans son enfance par la musique indienne qu'elle écoute dans les temples, elle découvre la musique médiévale occidentale à son arrivée aux États-Unis, notamment Hildegarde von Bingen. Azam Ali est également auteur de poèmes et membre des groupes Vas (en) (avec Greg Ellis (en)) et Niyaz (avec Carmen Rizzo, Loga Ramin Torkian et Arash Khalatbari).

## Biographie
Azam Ali est née en 1970 à Téhéran, en Iran, et grandit en Inde à partir de l'âge de quatre ans dans la petite ville de Panchgani, une station montagneuse dans l'État de Maharashtra. 
Peu après avoir déménagé aux États-Unis en 1985, Azam tombe amoureuse du santour et décide de poursuivre une carrière musicale. Elle commence à étudier le santour sous la férule de Manoocher Sadeghi. C'est pendant une de ces leçons que son enseignant l'entendit chanter pour la première fois. Complètement subjugué, il lui dit que sa voix avait une rare qualité émotionnelle qui devrait être cultivée et nourrie. C'est à travers cet encouragement qu'Azam commence à explorer sa voix comme le moyen à travers lequel elle pourrait être capable de s'exprimer pleinement, une voix que le magazine Billboard décrira le 08/10/2002 comme, « un glorieux et inoubliable instrument ».
En 2005, le guitariste Buckethead l'invite à chanter avec Serj Tankian (chanteur du groupe de Néo Metal System of a Down) sur le morceau Coma de l'album Enter the Chicken.
Elle est mariée avec le musicien Loga R. Torkian (en). Ils vivent à Montréal (Canada) depuis 2009.

## Albums

### Avec Vas
- Sunyata, 1997
- Offerings, 1998
- In the garden of Souls, 2000
- Feast of Silence, 2004

### Greg Ellis
- Kala Rupa Explorations in Rhythm, 2001

### En solo
- Portals of Grace, Narada, 2002
- Elysium for the Brave, Six Degrees Records, 2006
- Elysium Remixes EP1, Six Degrees Records, 2007
- Elysium Remixes EP2, Six Degrees Records, 2007
- From Night to the Edge of Day, Six Degrees Records, 2011

### Avec Niyaz
- Niyaz, Six Degrees Records, 2005
- Nine Heavens, Six Degrees Records, 2008
- Sumud, Six Degrees Records, 2012

### Avec VGM
- Syphon Filter: Logan's Shadow, 2007
- Uncharted 3: Drake's Deception, 2011

### Avec Roseland
- Roseland, 2007

### Avec Su Kiavash Nourai et Shahrokh Yadegari
- Green Memories, 2008

### Avec Loga R. Torkian
- Lamentation of Swans - A Journey Towards Silence, 2013